# بورسيرة رفيعة
بورسيرة رفيعة (الاسم العلمي:Bursera angustata) هي نوع من النباتات تتبع جنس البورسيرة من الفصيلة البخورية.